# Загоре
 Тази статия е за историко-географската област.  За други със същото име вижте Загора.  
Загоре (известна още като Загора, Загорие и Загория) е историческото название на област в Тракия между Средна гора на север, Чирпанските възвишения – на запад, Черно море на изток и Родопите, Сакар и Странджа на юг, намираща се на територията на днешна България.

## Име
Името има български произход. Буквално означава „зад планината“. В миналото с думата „гора“ са се назовавали планините, но впоследствие думата придобива съвременното си значение.

## История
За първи път областта е спомената на старогръцки език с името Ζαγορια (преведено от старобългарското Загорїа) в източниците, описващи договора между император Юстиниан II Ринотмет (Носоотрязания) и Тервел от 705 г., с който областта се отстъпва на България с южна граница до крепостта Милеоните, разположена на хълма Хасара до деншното село Сталево. Впоследствие тя е завладяна от Византия при войните на император Константин V Копроним през 755 – 775 г. и отново е завладяна от България от Кардам през 796 г.
Впоследствие областта е преминавала под властта на една или другата държава неколкократно през средновековието. Така през 966 г. е завладяна от император Никифор II Фока, през 1199 – 1202 г. е присъединена към България от цар Калоян, през 1279 г. е завладяна от император Михаил VIII Палеолог, през 1307 г. е върната на България от цар Тодор Светослав, през 1330 г. е заграбена от император Андроник III, а през 1334 г. е върната от цар Иван Александър, за да бъде завзета от Османска империя през 1364 г.
През 13 и 14 век името Загора е използано като синоним на областта от България около Търново (пример. „частите на Загора, под управлението на Добротица“ на латински: partes del Zagora, subditas Dobrotice във Венециански документ от 14 февруари 1384). По-късни рагуски източници съобщават за активен внос на висококачествен загорски восък (cera zagora, още изписвано zachori, zaura, zachorj, zacora) често купуван в София.
През късното средновековие и в по-ново време името Загоре е название на равнината на юг и изток от град Стара Загора. От него произхождат и названията на днешните градове Стара Загора и Нова Загора.

## Други области с това название
С името Загора са обазначавани още няколко географски области в старото български землище:
1. Районът на дн. Северозападна България – Врачанско, Видинско
2. Районът около дн. град Мелник – Югозападна България
3. Северозападен Епир – дн. област Загорихори (Северозападна Гърция)
4. Областта Трансилвания (по славянски Седмоградско) се е наричала Загора

Средновековната сръбска държава и части от нея, както и княжеството Рашка, първообраза на сръбската държава, също са наричани Загора. За това свидетелства сръбското списание „Новине Београдског читалишта. Нова сериjа. Броj 6. Изд. Библиотека града Београда. Фебруар 2006“ (обр. 2). На стр. 3 в него се казва, че през втората половина на XII век държавата Сърбия се е наричала още и Загора: „Дукљанин из Бара (друга половина XII века). У пољу Далми (Дувањском). … Желео је још краљ (Светопелек) да се у његово време опомену и сете или попишу границе и међе свих области и предела краљевства његовог, да би свака од области и предела знала и познавала своје међе и границе. (…) А Србију која се зове и Загорје, на две подели области: једну од велике реке Дрине према западној страни до Горе Борове, коју и Босном назва; а друга од исте реке Дрине према источној страни до Лаба и Скадарског језера, коју Рашком назва. По-надолу, в същия брой на списанието се казва, че и самата Рашка се е наричала „Сръбска Загора“. На стр.5 под заглавие „Наликовах да сам туђин своме родитељу и браћи“ се предава кратка летописна бележка от т.нар. СТАРАЦ СИМЕОН (друга половина XII – почетак XIII века). В края на бележката се пояснява, че: Старац Симеон, писац из Српског Загорја (Рашке), који је преписивао једно јеванђеље за време изгнанства Стефановог и владавине Вуканове (Вукове). Тако је то тзв. Вуканово јеванђеље до вршено 1202 – 1203. године.
Съществуват и две средновековни области в Хърватско, които също носят това название:
- Хърватско Загорие (Hrvatsko Zagorje) – област в Северна Хърватия
- Загора или Далматинска Загора (Dalmatinska Zagora) – област в Южна Хърватия